# دومینیک دی. پی. جانسون
دومینیک دی.پی. جانسون (انگلیسی: Dominic D. P. Johnson؛  – ) استاد روابط بین‌الملل آلیستر بوکان در کالج سنت‌آنتونی، آکسفورد بود.